# 216 Dywizja Strzelecka (ZSRR)
216 Dywizja Strzelecka (ros. 216-я стрелковая дивизия) – związek taktyczny (dywizja) Armii Czerwonej.
Sformowana w 1941, w związku z niemiecką agresją na ZSRR. Broniła przed armią niemiecką Charkowa, walczyła u podnóża gór Kaukazu, wyzwalała Sewastopol. Wojnę zakończyła w Królewcu (niem. Koenigsberg).